# 二条経教
二条 経教（にじょう つねのり）は、鎌倉時代後期の公卿。権大納言・二条教良の子。官位は正二位・非参議。

## 経歴
弘安9年（1286年）、二条教良の子として生まれる。正応6年（1293年）1月5日叙従三位。
元亨元年（1321年）9月13日、出家。没年は不詳。